# بچه گوزن
بچه گوزن (انگلیسی: Baby Reindeer) یک مینی‌سریال بریتانیایی در ژانر کمدی سیاه-درام است که به‌دست ریچارد گاد و با بازیگری خودش ساخته شده است. این مینی‌سریال، اقتباسی از نمایش خودزندگی‌نامه‌ای به همین نام نوشتهٔ گاد است. غیر از گاد، جسیکا گانینگ، ناوا مائو و تام گودمن-هیل در آن ایفای نقش می‌کنند.
این مجموعه از هفت قسمت تشکیل شده است که همگی به‌طور همزمان در ۱۱ آوریل ۲۰۲۴ در نتفلیکس پخش شدند. این مجموعه با نقدهای مثبتی از سوی منتقدان روبه‌رو شد و بینندگان فراوانی در نتفلیکس داشت. بچه گوزن نامزد ۱۱ جایزه امی شد و چهار جایزه در بخش امی ساعات پربیننده را دریافت کرد: مجموعهٔ محدود یا گلچین برجسته، نویسندگی برجسته برای گاد، بازیگر نقش اول مرد برجسته برای گاد و بازیگر نقش مکمل زن برجسته برای گانینگ.

## داستان
دانی دان، متصدی بار و کمدین، یک فنجان چای به مشتری مارتا می‌دهد تا او را خوش‌حال کند. مارتا وابستگی شدیدی به دانی پیدا می‌کند و هر روز به بار می‌آید و او را در اینترنت اذیت می‌کند. مارتا در برنامه‌های او شرکت می‌کند و دوست دخترش، تری، را مورد آزار و اذیت قرار می‌دهد. سال‌ها قبل، دانی با دارین اوکانر نویسنده تلویزیونی وارد رابطه می‌شود که به او توصیه‌های شغلی و مواد مخدر می‌دهد. دارین در طول بیهوشی‌های ناشی از مواد مخدر به‌طور مکرر به دانی تجاوز می‌کند. در برخی مواقع، آنها برای سال‌ها یکدیگر را نمی‌بینند. در زمان حال، دانی مارتا را به پلیس گزارش می‌دهد و او دستگیر، متهم و محکوم می‌شود و مارتا نه ماه را در زندان می‌گذراند. دارین و دانی دوباره همدیگر را ملاقات می‌کنند و دارین پیشنهاد تجدید همکاری می‌دهد. دانی به ناچار موافقت می‌کند.

## بازیگران و شخصیت‌ها
- ریچارد گاد در نقش دانی دان، نسخه‌ای تخیلی از گاد
- جسیکا گانینگ در نقش مارتا اسکات، وکیل پیشین با سابقه جنایی
- ناوا مائو در نقش تری، یک درمانگر که دانی در یک سایت دوستیابی با او دیدار می‌کند
- تام گودمن-هیل در نقش دارین اوکانر، نویسنده تلویزیونی که دانی را زیر بال خود می‌گیرد.
- شالوم برون-فرانکلین در نقش کیلی، دوست دختر سابق دانی
- نینا سوسانیا در نقش لیز، مادر کیلی و صاحبخانه دانی
- مایکل وایلدمن در نقش گرگسی، صاحب میخانه‌ای که دانی در آن کار می‌کند
- دنی کیرین در نقش جینو، همکار دانی
- آماندا روت در نقش ال، مادر دانی
- مارک لویس جونز در نقش گری، پدر دانی
- هیو کولز در نقش فرانسیس، دوست دانی از مدرسه نمایش
- الکساندریا رایلی در نقش کارآگاه کالور، کارآگاهی که به پرونده دانی منصوب شده است
- توماس کومبز در نقش افسر دنیلز، یک افسر پلیس بی کفایت
- تام دورانت پریچارد در نقش جیسون، مجری یک مسابقه کمدی
- لورا اسمیت در نقش گلندا، میزبان مسابقه کمدی

## تولید

### ایجاد
این مجموعه در دسامبر ۲۰۲۰ معرفی شد و ریچارد گاد قرار بود فیلم‌نامهٔ آن را بنویسد و در آن بازی کند. کِلِرکنوِل فیلم قرار بود تولید آن را عهده‌دار شود. ورونیکا توفیلسکا به‌عنوان کارگردان در اوت ۲۰۲۲ به پروژه پیوست. در مارس ۲۰۲۳، یوزفین بورنه‌بوش به‌عنوان کارگردان دیگر معرفی شد.

### گزینش بازیگران
ریچارد گاد در کنار اعلام ساخت مجموعهٔ به‌عنوان بازیگر انتخاب شد. جسیکا گانینگ در ۲۶ اوت ۲۰۲۲ انتخاب شد. ناوا مائو به عنوان یکی از بازیگران در مارس ۲۰۲۳ اعلام شد.

### فیلم‌برداری
فیلمبرداری در میانهٔ اوت ۲۰۲۲ در ادینبرو در مکان تاریخیگرس‌مارکت آغاز شد. مراحل فیلم‌برداری در لندن نیز انجام شد. فیلم‌برداری تا اوایل مارس ۲۰۲۳ به پایان رسید.

## پخش
همهٔ هفت قسمت به‌طور هم‌زمان در ۱۱ آوریل ۲۰۲۴ به‌وسیلهٔ نتفلیکس پخش شد.

## بازخورد

### آمار بینندگان
بچه گوزن در میان ۱۰ عنوان برتر انگلیسی‌زبان تلویزیون نتفلیکس برای هفته ۸ تا ۱۴ آوریل ۲۰۲۴، با ۱۰٫۴ میلیون ساعت بازدید در رتبه پنجم قرار گرفت. در هفته بعد، به رتبه یک صعود کرد و ۵۲٫۸ میلیون ساعت تماشا به دست آورد. این سریال در هفته‌های سوم و چهارم خود با ۸۷٫۴ و ۷۳٫۶ میلیون ساعت تماشا در همان جایگاه باقی ماند.

### واکنش انتقادی
در وبگاه جمع‌آوری نقد راتن تومیتوز، ۹۸ درصد از ۵۸ منتقد به مجموعه نقد مثبت دادند و میانگین امتیاز ۸٫۷ از ۱۰ را گرفت. اجماع این وبگاه می‌گوید: «بچه گوزن، اثر نیروبخش خودتخیلی از سازنده و ستاره ریچارد گاد، می‌تواند نمایشی آزاردهنده باشد، اما با پیچیدگی احساسی و اجراهای عالی خود به بینندگان پاداش زیادی می‌دهد.» در متاکریتیک، این مجموعه بر اساس نظر ۱۷ منتقد دارای میانگین نمرهٔ ۸۸ از ۱۰۰ است که نشان‌دهنده «تحسین جهانی» است.

## الهام از زندگی واقعی
گمانه زنی‌ها در مورد الهام از افراد واقعی برای شخصیت‌های داستانی در رسانه‌های آنلاین آغاز شد؛ طرفداران سعی کردند هویت شخصیت‌ها را در رسانه‌های اجتماعی استنباط کنند. گاد در بیانیه‌ای در آوریل ۲۰۲۴ از طرفداران خواست تا از هرگونه حدس و گمان جلوگیری کنند. کارگردان تئاتر، شان فولی، پس از اینکه اشتباهاً به عنوان همتای واقعی شخصیت دارین متهم شد، این اتهامات نادرست خواند و آن را به پلیس گزارش کرد. این موضوع منجر به تحقیقات پلیس شد. گاد تأیید کرد که شان فولی پشت شخصیت دارین نبود.
در ۹ می ۲۰۲۴، فیونا مویر هاروی، فارغ‌التحصیل حقوق ۵۹ ساله اسکاتلندی، در مصاحبه‌ای با پیرز مورگان ادعا کرد که شخصیت مارتا با الهام او ساخته شد. توییت‌های پیشین یک حساب کاربری مرتبط با هاروی به این گمانه‌زنی منجر شد که او الهام‌بخش واقعی شخصیت مارتا اسکات است. هاروی طی مصاحبه اعلام کرد که چند بار با گاد دیدار داشته است، اما ارسال ۴۱٫۰۰۰ ایمیل یا رفتن به خانه او را تکذیب کرد و اظهار داشت که قصد دارد علیه گاد و نتفلیکس اقدامات قانونی انجام دهد.